# Alan Kurdi
Alan Kurdi lub Aylan Kurdî (ur. 2012 w Ajn al-Arab, zm. 2 września 2015 w pobliżu Bodrum) – trzyletni syryjski uchodźca pochodzenia kurdyjskiego, który utonął wraz z matką i bratem przy próbie przepłynięcia morza Śródziemnego z tureckiej wioski Akyarlar do greckiej wyspy Kos podczas kryzysu migracyjnego w Europie. Zdjęcia jego ciała wyrzuconego na plażę obiegły międzynarodowe media, znajdując się na okładkach ponad 70 gazet, wywołując wstrząs światowej opinii publicznej i w wyniku nasilonej krytyki, wpłynęły na politykę migracyjną niektórych państw.
Pogrzeb rodziny odbył się 4 września 2015, zgodnie z życzeniem ojca chłopca, Abdullaha Kurdi w ich rodzinnym mieście Kobane (Ajn al-Arab), w którym podczas walk z Państwem Islamskim zginęło 16 członków jego rodziny.

## Reakcje
W dzień po śmierci chłopca turecki prezydent Recep Tayyip Erdoğan w reakcji na publikację zdjęć oświadczył: „Kraje europejskie, które zamieniły Morze Śródziemne w cmentarz migrantów, ponoszą odpowiedzialność za każdego zmarłego uchodźcę [...] w Morzu Śródziemnym toną nie tylko imigranci, ale także nasze człowieczeństwo”.
UNICEF w oficjalnym oświadczeniu poinformował o 105 procentowym wzroście datków bezpośrednio po publikacji zdjęć.
W grudniu 2015 w kościele św. Antoniego w Madrycie odsłonięto szopkę, w której Dzieciątko Jezus zostało przedstawione pod postacią Alana Kurdiego.
19 lutego 2016 australijska piosenkarka Missy Higgins stworzyła piosenkę Oh Canada opowiadającą o losach Alana i jego rodziny. Animowany teledysk do utworu został zilustrowany rysunkami dzieci dotkniętych przez kryzys na Bliskim Wschodzie.
21 lutego 2016 w irackim mieście As-Sulajmanijja odsłonięto 3,5 metrowy, marmurowy pomnik Alana. Leżąca sylwetka chłopca odwzorowuje fotografię zrobioną po znalezieniu jego ciała na plaży.
W marcu 2016 fiński artysta Pekka Jylhä odtworzył postać martwego chłopca wyrzuconego przez morze na plażę na wystawie w Helsinkach.